# مروارید غربی
مروارید غربی (نام علمی: Symphoricarpos occidentalis) نام یک گونه از سرده مروارید است.